# Isla de Tierra
Die Isla de Tierra bildet zusammen mit der Isla de Mar und der Insel Peñón de Alhucemas den Archipel der Alhucemas-Inseln.

## Geographie
Isla de Tierra ist unbewohnt und auf ihr befinden sich keine Gebäude. Sie liegt ca. 50 Meter von der Küste Marokkos entfernt. Der Strand von Sfiha ist ein beliebter Anziehungspunkt für die marokkanische Bevölkerung.  Der höchste Punkt der Insel liegt 11 Meter über dem Meeresspiegel.

## Geschichte
Die Insel wurde im 16. Jahrhundert mit anderen Inseln vor der Nordküste Marokkos an das Königreich Spanien  abgetreten und gehört heute zu den direkt der Zentralregierung in Madrid unterstehenden Plazas de Soberanía.
Anfang September 2012 erreichte eine Gruppe von bis zu 100 Flüchtlingen aus den Ländern südlich der Sahara schwimmend oder mit kleinen Booten die Insel. Die eingesetzte Guardia Civil verlegte am 3. September 16 Frauen und Kinder nach Melilla. Am folgenden Tag wurden die verbliebenen Menschen in Zusammenarbeit mit den marokkanischen Behörden auf der Grundlage des Rücknahmeabkommens von 1992 zwischen Marokko und Spanien auf das Festland zurückgebracht.

## Natur
Aufgrund der Abgeschiedenheit der Insel hat sich auf Isla de Tierra wieder eine Brutkolonie der nur im Mittelmeerraum beheimateten Korallenmöwe (Ichtyaetus audouinii) gebildet.